# Placówka Straży Granicznej II linii „Stanisławów”
Placówka Straży Granicznej II linii „Stanisławów” – jednostka organizacyjna Straży Granicznej pełniąca służbę ochronną na granicy polsko-czechosłowackiej w okresie międzywojennym.

## Formowanie i zmiany organizacyjne
Rozporządzeniem Prezydenta Rzeczypospolitej Polskiej Ignacego Mościckiego z 22 marca 1928 roku, do ochrony północnej, zachodniej i południowej granicy państwa, a w szczególności do ich ochrony celnej, powoływano z dniem 2 kwietnia 1928 roku  Straż Graniczną.
Rozkazem nr 7 z 25 września 1929 roku w sprawie reorganizacji i zmian dyslokacji Małopolskiego Inspektoratu Okręgowego komendant Straży Granicznej płk Jan Jur-Gorzechowski określił numer i strukturę komisariatu „Porohory”.
Rozkazem nr 5 z 2 września 1930 roku w sprawie nazw inspektoratów granicznych i komisariatów  komendant Straży Granicznej płk Jan Jur-Gorzechowski nakazał utworzyć w składzie komisariatu placówkę II linii „Stanisławów”.

## Kierownicy placówki
- przodownik Grzelak Stanisław – 1938[4]